# دانشگاه دوکوز ایلول
دانشگاه دوکوز ایلول (در انگلیسی: Dokuz Eylül University و در ترکی:Dokuz Eylül Üniversitesi) به عنوان یک دانشگاه و مرکز تحقیق در ازمیر و ترکیه واقع شده‌است. دانشگاه دوکوز ایلول در سال ۱۹۸۲ با ۱۰ مدرسه فعالیت خود را آغاز کرد و نخستین دانشگاهی است که آموزش مسئله‌محور را پیاده‌سازی کرده‌است. بسیاری از قسمت‌های این دانشگاه در امر آموزش، تحقیق و تمرین دارای استاندارد مدیریت کیفیت ISO ۹۰۰۱ و ISO 2000 هستند.
وزارت علوم، تحقیقات و فناوری ایران در سطح‌بندی دانشگاه‌های خارجی، دانشگاه دوکوز ایلول را همراه ده دانشگاه کشور ترکیه در کتاب «نظام ارزشیابی مدارک تحصیلی خارج از ایران» جزو دانشگاه‌های گروه ب (خوب) رده‌بندی کرده‌است.

## زبان تدریس
زبان تدریس این دانشگاه به ترکی و انگلیسی است.

## دانشکده‌ها
- دانشکدهٔ آموزش
- دانشکدهٔ ادبیات
- دانشکدهٔ علوم
- دانشکدهٔ هنرهای زیبا
- دانشکدهٔ دریانوردی
- دانشکدهٔ مهندسی
- دانشکدهٔ حقوق
- دانشکدهٔ اقتصاد و علوم مدیریتی
- دانشکدهٔ الهیات
- دانشکدهٔ اقتصاد
- دانشکدهٔ معماری
- دانشکدهٔ پزشکی
- دانشکدهٔ پرستاری
- دانشکدهٔ توریسم
- دانشکدهٔ علوم سلامت

## پردیس‌ها
- اینجیرالتی
- بوجا
- بوجا/ طناز تپه
- هاتای
- بالچوا
- توربالی
- اورلا
- سفریحیصار
- فوچا

## بخش‌های آکادمیک
دانشگاه دوکوز ایلول با دوازده پردیس دارای چهارده دانشکده، چهار مدرسهٔ عالی، هفت مدرسهٔ حرفه‌ای، یک کنسرواتوار، ده انستیتو و پنجاه و چهار مرکز تحقیقاتی می‌باشد.